# Rebelião de Essex

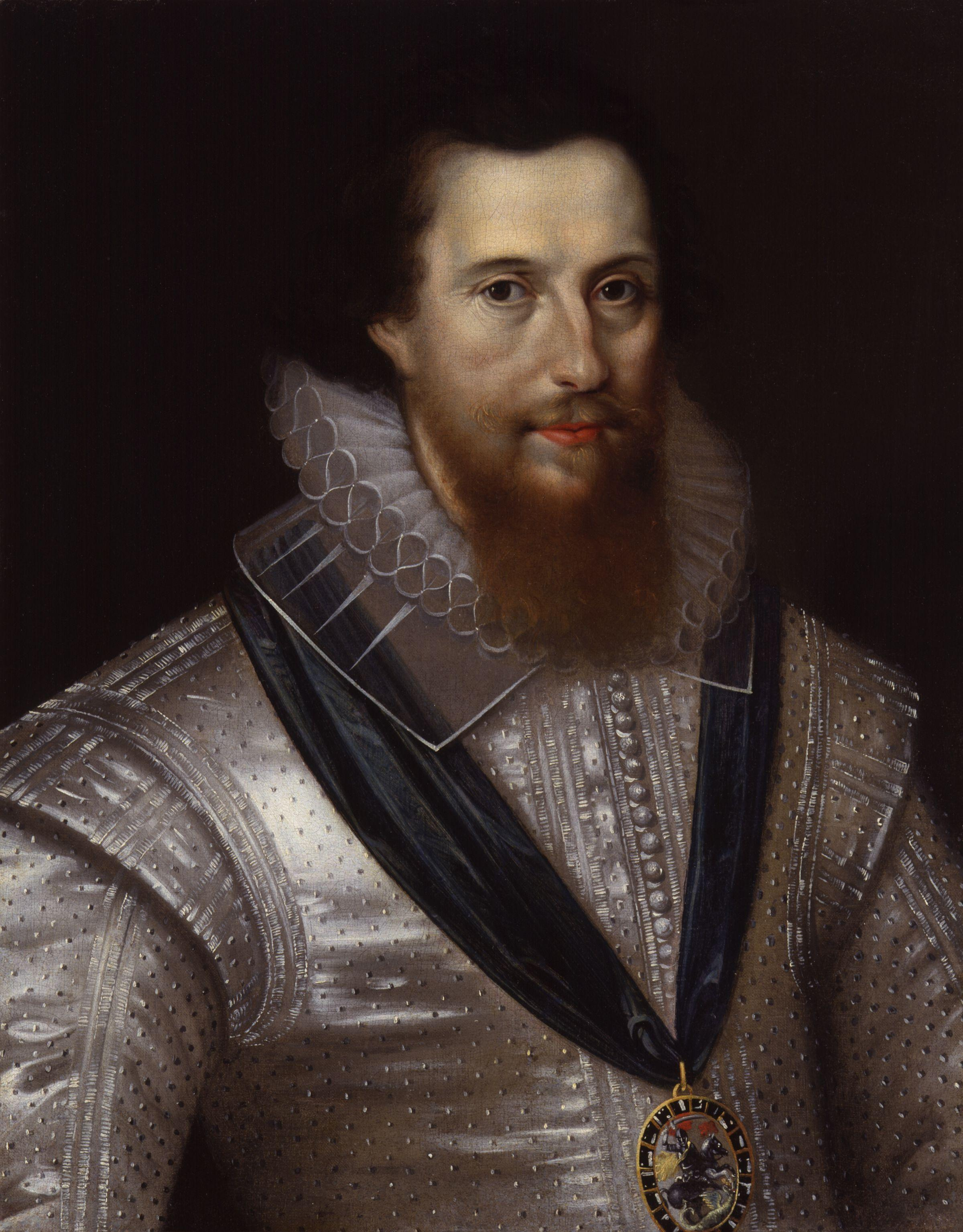
Retrato de Robert Devereux, 2º Duque de Essex por Marcus Gheeraerts, o Jovem

Rebelião de Essex foi uma rebelião malsucedida liderada por Robert Devereux, 2º conde de Essex, em 1601, contra a rainha Isabel I de Inglaterra e a facção da corte liderada por Sir Robert Cecil para ganhar mais influência na corte .

## Antecedentes
Robert Devereux, 2º Conde de Essex (1565-1601), foi o principal líder da Rebelião de Essex em 1601. As principais tensões que levaram à rebelião começaram em 1599, quando Essex foi nomeado Lorde Tenente da Irlanda. Ele foi enviado à Irlanda com a missão de subjugar as revoltas lideradas por Tyrone Hugh O'Neill, liderando uma das maiores forças expedicionárias já enviadas ao país.
Esperava-se que Essex esmagasse a rebelião imediatamente, mas ele travou uma série de batalhas inconclusivas, desperdiçou seus fundos e foi incapaz de enfrentar os irlandeses em qualquer tipo de combate. Devido a essas dificuldades, Essex acabou fazendo uma trégua com Tyrone. Essa trégua foi vista como uma vergonha para a Inglaterra e um desafio à autoridade dos que estavam no poder. Ele deixou a Irlanda e retornou à Inglaterra. O tempo que passou como Lorde Tenente da Irlanda foi desastroso para ele; seu retorno foi um desafio expresso às ordens da Rainha. Ela se manifestou sobre seu comportamento, chamando-o de "perigoso e desprezível". Essex foi destituído de seus cargos em junho de 1600 e imediatamente colocado em prisão domiciliar. Sua ambição era dirigir uma política externa anti-Habsburgo para a Inglaterra e, ao mesmo tempo, facilitar secretamente a ascensão de James VI da Escócia ao trono inglês.
A perda da posição de Essex na corte alimentou seu sentimento de ressentimento em relação à "facção" de Cecil. Isso pode tê-lo deixado temeroso de tentativas de assassinato e desconfiado da política ceciliana de buscar a paz com a Espanha. Em desgraça e em ruína política e financeira, Essex escreveu várias cartas de submissão à rainha e, em agosto de 1600, ele podia se mover livremente, exceto para retornar à corte. Ele passou mais tempo enviando cartas em uma tentativa de obter permissão para isso. Em novembro de 1600, a rainha se recusou a renovar o monopólio do vinho doce concedido pelo governo, uma ação que colocou Essex em dificuldades financeiras ainda maiores. Ele começou a criar planos para tomar a corte pela força.

## Rebelião
A residência de Essex em Londres, a Essex House, tornou-se um ponto de convergência para as pessoas que estavam chateadas com o governo de Elizabeth. Em 3 de fevereiro de 1601, cinco dos líderes da conspiração se reuniram na Drury House, a residência do conde de Southampton. Na esperança de evitar suspeitas, o próprio Essex não estava presente. O grupo discutiu as propostas de Essex para tomar a corte, a Torre e a cidade. Seu objetivo era forçar a Rainha a mudar os líderes de seu governo, especialmente Sir Robert Cecil, mesmo que essa tentativa significasse causar danos ao povo da Rainha.
Em 7 de fevereiro, alguns dos seguidores de Essex foram ao Globe Theatre para pedir aos Lord Chamberlain's Men que fizessem uma apresentação especial de Ricardo II com a cena da deposição incluída. A companhia estava hesitante em apresentar uma peça tão polêmica, mas acabou concordando quando lhes foi prometido um pagamento de 40 xelins, "mais do que o normal". No mesmo dia, o Conselho Privado convocou Essex para comparecer diante deles, mas ele se recusou. Ele havia perdido a chance de pegar a corte de surpresa e, por isso, recorreu ao seu esquema para mobilizar a cidade de Londres a seu favor, alegando que o governo de Elizabeth havia planejado assassiná-lo e vendido a Inglaterra para a Espanha.
Essex e seus seguidores planejaram apressadamente o levante. Por volta das 10 horas da manhã seguinte (8 de fevereiro), Sir Thomas Egerton (o Lord Keeper) e três outros foram até Essex em nome da Rainha. Essex capturou os quatro mensageiros e os manteve como reféns enquanto ele e seus seguidores (cerca de 200 pessoas) se dirigiam à cidade. Eles programaram sua chegada para coincidir com o final do sermão em Paul's Cross, pois esperavam que o Lord Mayor estivesse lá. Enquanto isso, Cecil enviou um aviso ao Lord Mayor e aos arautos, denunciando Essex como traidor. Quando a palavra "traidor" foi usada, muitos dos seguidores de Essex desapareceram, e nenhum dos cidadãos se juntou a ele como ele esperava. A situação de Essex era desesperadora e ele decidiu retornar à Essex House. Quando chegou lá, encontrou os reféns desaparecidos. Os homens da Rainha, sob o comando do Conde de Nottingham (o Lorde Alto Almirante), cercaram a casa. Naquela noite, depois de queimar provas incriminatórias, Essex se rendeu. Essex, Southampton e os outros seguidores restantes foram presos.
Menos de duas semanas após o aborto da rebelião, Essex e Southampton foram julgados por traição. O julgamento durou apenas um dia, e o veredicto de culpado foi uma conclusão precipitada. Embora Essex tivesse queimado evidências incriminatórias para salvar seus seguidores antes de ser preso, ele foi convencido pelo reverendo Abdy Ashton a purgar sua alma da culpa: Essex, por sua vez, confessou todos os envolvidos, inclusive sua irmã, Penelope, Lady Rich, a quem ele atribuiu grande parte da culpa, embora nenhuma ação tenha sido tomada contra ela.

### Conclusão
Em 25 de fevereiro de 1601, Essex foi decapitado nos limites da Torre de Londres e enterrado na Igreja de São Pedro ad Vincula. O governo estava preocupado com a simpatia por Essex na ocasião e teve o cuidado de informar o pregador em Paul's Cross (William Barlow) sobre como abordar a confissão e a execução de Essex. Southampton e Sir Henry Neville, no entanto, sobreviveram à Torre, para serem libertados após a ascensão de Jaime I. Sir Christopher Blount, Sir Gelli Meyrick, Sir Henry Cuffe, Sir John Davies e Sir Charles Danvers foram julgados por alta traição em 5 de março de 1601 e foram todos considerados culpados. Davies teve permissão para sair, mas os outros quatro foram executados. No entanto, não houve execuções em grande escala; os outros membros da conspiração foram simplesmente multados.